# Megalópole
Uma megalópole é uma extensa região urbana pluripolarizada por diferentes metrópoles conurbadas, ou em processo de conurbação. Correspondem às mais importantes e maiores aglomerações urbanas da atualidade. São encontradas em regiões de intenso desenvolvimento urbano, e nelas as áreas rurais estão praticamente (senão totalmente) ausentes. O conjunto da megalópole apresenta uma forte integração econômica e intensos fluxos de pessoas e mercadorias. Meios de transporte rápidos — trens expressos, autopistas e pontes aéreas — sustentam esses fluxos.
A megalópole representa, ao mesmo tempo, concentração e dispersão. Concentração, pois a imensa zona urbanizada forma um mercado consumidor de grandes dimensões, atraindo atividades econômicas diversificadas e de alta capitalização; Dispersão, visto que o espaço da megalópole, irrigado por meios de transportes e comunicação, oferece alternativas de localização para áreas residenciais e industriais fora dos congestionamentos e problemáticos núcleos metropolitanos. A megalópole não é apenas uma aglomeração de metrópoles, mas também uma coleção de subúrbios.

## História
O termo foi idealizado nos primeiros anos do século XX pelo escocês Patrick Geddes — considerado o pai do planejamento regional — ao perceber o fabuloso ajuntamento urbano que cobria parte do nordeste estadunidense (Bos-Wash).
Geddes afirmou que as megalópoles têm um caráter "apocalíptico" e degenerativo deste desenvolvimento. Essas afirmações geraram certa polêmica e iniciou-se uma discussão pioneira quanto às aglomerações urbanas; especulou-se que as metrópoles, as megalópoles (as cidades, enfim) estariam fadadas à destruição, tornando-se necrópoles (cidades mortas).
A visão determinística e apocalíptica deste gigantescos complexos urbanos terminaria consolidando-se em parte do imaginário popular. No entanto, com o forte movimento de "metropolização" ocorrido, nas cidades europeias e dos Estados Unidos, a partir da década de 1950, essa ideia enfraqueceu-se.
Contudo, nas últimas décadas do século passado até os dias atuais, as grandes metrópoles e também as megalópoles tornaram-se sinônimo de caos, estresse e violência, ainda que tenham adquirido contornos de modernidade e aspecto cosmopolita.
Atualmente, para uma interpretação sábia destes novos conceitos surgidos na área do urbanismo mundial, é necessária uma profunda análise de três fenômenos que se têm intensificado a partir da década de 1970: o Neoliberalismo, a Reestruturação Produtiva e a Globalização.

## Pelo mundo

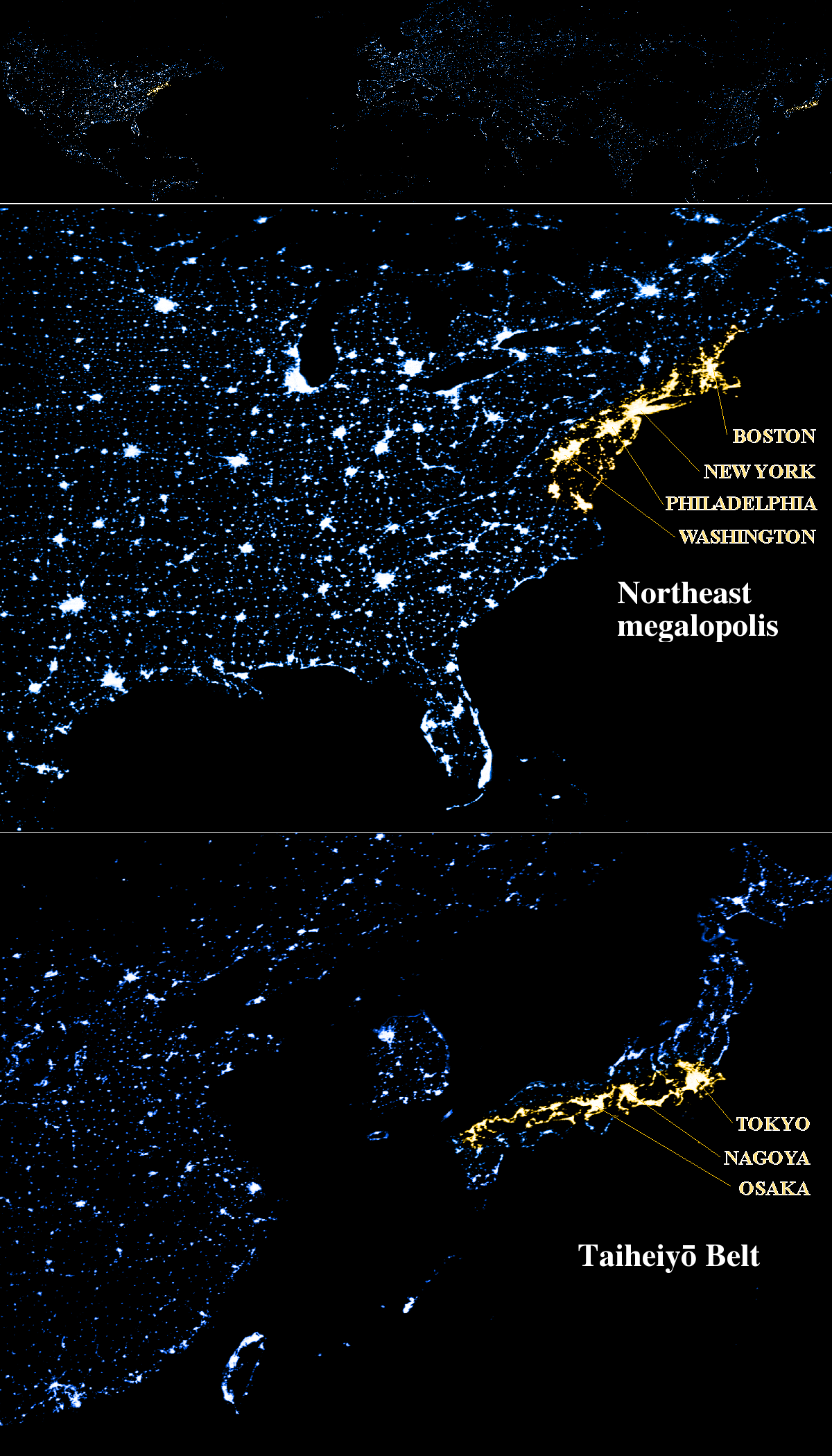
Imagem de satélite da Megalópole do Nordeste dos Estados Unidos (acima) e da Megalópole Japonesa à noite.

O êxodo rural, junto a outros fenômenos sociais, tem expandido as cidades do mundo inteiro em um ritmo cada vez mais veloz. Para se ter uma ideia dessa velocidade, em 1985, havia, no mundo inteiro, apenas nove megacidades, contra vinte e cinco em 2005. Essa tendência mundial nunca esteve tão forte, e também representa um grande problema social e ecológico, uma vez que se multiplicam as dimensões e a quantidade de favelas, e o crescimento das cidades comumente avança sobre o meio natural, destruindo-o.
Até as últimas décadas, o fenômeno das megalópoles e das megacidades estava restrito aos países desenvolvidos, especialmente na Europa e na América do Norte. Recentemente, cidades de países emergentes têm crescido de forma anormal, constituindo imensas e caóticas aglomerações urbanas, chegando às vezes, ao status de megalópole. Essas cidades localizam-se sobretudo na Ásia, embora existam exemplos na África, América Central e América do Sul.
A cidade de Nova Iorque, nos Estados Unidos, que na década de 1950 era a maior aglomeração do planeta com 12 463 000 de habitantes. Atualmente, a cidade apresenta um ritmo de crescimento lento, quase nulo, com cerca de 16,6 milhões de habitantes. Nova Iorque era seguida, em 1950, também por cidades de países desenvolvidos, como Londres, Paris e Tóquio. Tóquio, a capital nipônica, junto a Yokohama e Kawasaki, soma hoje 34,2 milhões de habitantes — número comparável à população do Canadá, na América do Norte —, contra os 7 milhões do início da década de 1950.
A cidade indiana de Bombaim, por exemplo, protagonizou um fabuloso e desordenado crescimento que a fez atingir a marca de 20 milhões de habitantes (na aglomeração urbana), sendo superada apenas por Tóquio, São Paulo, Xangai, Seul,  Cidade do México, Shenzhen e Osaca. Estima-se que até 2020 irá ter uma população  de 28,5 milhões de pessoas,sendo assim o segundo maior núcleo populacional do globo terrestre. Outra grande cidade, digna de ser citada, é a Cidade do México, a capital mexicana, atualmente a quarta maior do mundo, com cerca de 20,1 milhões de habitantes na região metropolitana.

### Brasil
As megalópoles brasileiras são São Paulo e Rio de Janeiro.[carece de fontes?]
Todo esse caos na informação ainda é expandido diante das obras que indicam a inexistência de tal megalópole, ou ainda, que acusam sua existência para então afirmar que de fato não há ligação entre as regiões metropolitanas, que a mesma ainda está em processo de formação, contradizendo-se, assim. Na verdade, entre Rio de Janeiro e São Paulo não se verifica a existência de uma megalópole, mas de um complexo metropolitano.
Essa área é o lar de nada menos de 22% da população do Brasil, embora cubra apenas 0,5% de todo o território nacional. A região corresponde, ainda, a 60% de toda produção industrial brasileira.

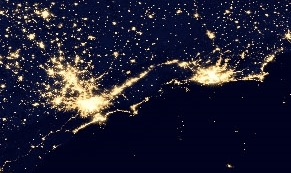
Imagem de satélite da Megalópole Rio-São Paulo à noite. O Complexo Metropolitano Expandido está à esquerda e a Região Metropolitana do Rio de Janeiro está à direita.

Naturalmente, esse complexo desempenha funções que o encaixam nesse grau de urbanização, tanto em aspectos culturais, quanto em aspectos financeiros; seus dois principais polos estabelecem uma forte conexão entre as outras cidades brasileiras e com o restante do planeta.
Porém, pode-se afirmar que já há uma megalópole (ou macrometrópole, conforme a definição da EMPLASA) entre São Paulo e Campinas, a chamada macrometrópole de São Paulo, caracterizada por uma mancha urbana contínua e forte integração econômica e social. Esta enorme mancha urbana ameaça espalhar-se até polos como Sorocaba e Baixada Santista. Pelo outro lado, está a atingir São José dos Campos e, daí, seguir sua trajetória até unir definitivamente São Paulo e Rio de Janeiro numa mancha urbana única.
Podemos afirmar que a região continuará a crescer por vários anos, embora seus polos passem por um momento de baixo aumento populacional. Isso por que algumas cidades médias que a compõem (em especial, as situadas na Baixada Fluminense) passaram a ter um explosivo crescimento de aproximadamente 5% ao ano.

### Grandes áreas urbanizadas
Abaixo, encontram-se listadas as maiores megalópoles do globo.

## Conceitos próximos
Abaixo estão listados termos comuns ao conceito de metropolização relacionados às megalópoles.
- Conurbação ou aglomeração urbana — corresponde ao encontro ou junção entre duas ou mais cidades em virtude de seu crescimento horizontal. Em geral, esse processo dá origem à formação de regiões metropolitanas.
- Metrópole — a cidade principal ou cidade-mãe, isto é, a cidade que possui os melhores equipamentos urbanos do país (metrópole nacional), ou de uma grande região do país (metrópole regional)". No Brasil cidades como Rio de Janeiro e São Paulo são metrópoles globais, e Belém, Campinas, Goiânia e Manaus, metrópoles regionais. Belo Horizonte, Brasília, Curitiba, Fortaleza, Porto Alegre, Recife e Salvador são metrópoles nacionais.[14]
- Região metropolitana — corresponde ao conjunto de municípios conurbados a uma metrópole e que desfrutam de infraestrutura e serviços em comum. Entretanto, regiões metropolitanas são designadas como tais por  meio de leis federais.
- Megacidade — corresponde ao centro urbano com mais de dez milhões de habitantes. Hoje, em torno de 21 cidades no mundo podem ser consideradas megacidades; destas, 17 estão em países subdesenvolvidos. No Brasil, apenas São Paulo e Rio de Janeiro enquadram-se na categoria. Nos últimos anos, tem-se verificado um notável crescimento das megacidades em países subdesenvolvidos, todas enfrentando sérios problemas, como a falta de saneamento básico, poluição, violência urbana e congestionamento, dentre outros.[15] Como exemplo, pode-se citar Mumbai, a cidade mais populosa da Índia, onde cerca de 55% da população vive em favelas.[16]
- Tecnopolo — corresponde a uma região tecnológica, ou seja, locais onde se desenvolvem pesquisas de ponta. Como exemplo, podem-se citar o Vale do Silício, na costa oeste dos EUA, e Tsukuba, cidade japonesa, dentre outras. No Brasil, existem alguns tecnopolos, localizados principalmente no estados de São Paulo (como na Região Metropolitana de Campinas e Vale do Paraíba), Rio de Janeiro e Minas Gerais.
- Cidade global — são as cidades que polarizam todo o país e fazem a ligação entre este e o resto do mundo. Possuem o melhor equipamento urbano do país, além de concentrarem as sedes das instituições que controlam as redes mundiais, como bolsas de valores, corporações bancárias e industriais, companhias de comércio exterior, empresas de serviços financeiros, agências públicas internacionais. As cidades mundiais estão mais associadas ao mercado mundial do que à economia nacional. As únicas cidades globais brasileiras são São Paulo e Rio de Janeiro.
- Desmetropolização — processo recente associado à diminuição dos fluxos migratórios em direção das metrópoles. Esse processo deve-se à desconcentração produtiva, que faz com que empresas (principalmente indústrias) retirem-se dos grandes centros, onde os custos de produção são maiores, e dirijam-se a cidades de porte médio e pequeno, onde é mais barato produzir, em função de vários fatores como, por exemplo, os incentivos fiscais. Hoje, no Brasil, cidades como Rio de Janeiro ou São Paulo não são mais aquelas que recebem os maiores fluxos de migrantes, mas sim regiões como o interior paulista[carece de fontes?], o interior fluminense[carece de fontes?], o Sul do país[carece de fontes?] e até mesmo o Nordeste brasileiro[carece de fontes?].
- Verticalização — processo de crescimento urbano que se manifesta através da proliferação de edifícios. A verticalização demonstra valorização do solo urbano, ou seja: quanto mais verticalizado, mais valorizado.